# Ahaetulla nasuta
Espèce
Synonymes
- Coluber mycterizans Russell, 1796
- Dryinus oxyrhynchus Bell, 1825
- Dryinus russellianus Bell, 1825
- Dryophis hammatorhynchus Fitzinger, 1826
- Dryinus fuscus Duméril, Bibron & Duméril, 1854

Ahaetulla nasuta  ou serpent liane nasique est une espèce de serpents de la famille des Colubridae.
C'est une espèce venimeuse mais qui ne semble pas être très dangereuse pour l'homme, créant principalement, au niveau de la morsure, un œdème durant quelques jours.

## Taxinomie
En 2003, Savage a proposé de rejeter « Lacépède, 1788 » comme auteur de cette espèce, au profit de « Bonnaterre, 1790 », considérant que le nom proposé n'était pas binominal.

## Répartition
Cette espèce se rencontre en Birmanie, au Cambodge, en Inde (à l'exception du nord-ouest du pays), au Sri Lanka, en Thaïlande au Laos et au Viêt Nam mais sa présence est incertaine au Bangladesh.

## Habitat
Le serpent liane nasique vit dans les forêts tropicales humides et dans les plantations.

## Description

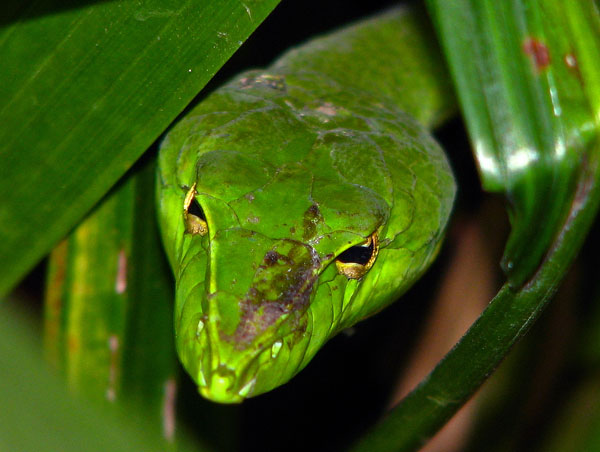
Ahaetulla nasuta, détail de la tête.

Ahaetulla nasuta est un serpent diurne et nocturne.
Il mesure de 1 m à 1,2 m.
Sa couleur est vert vif ou brune.

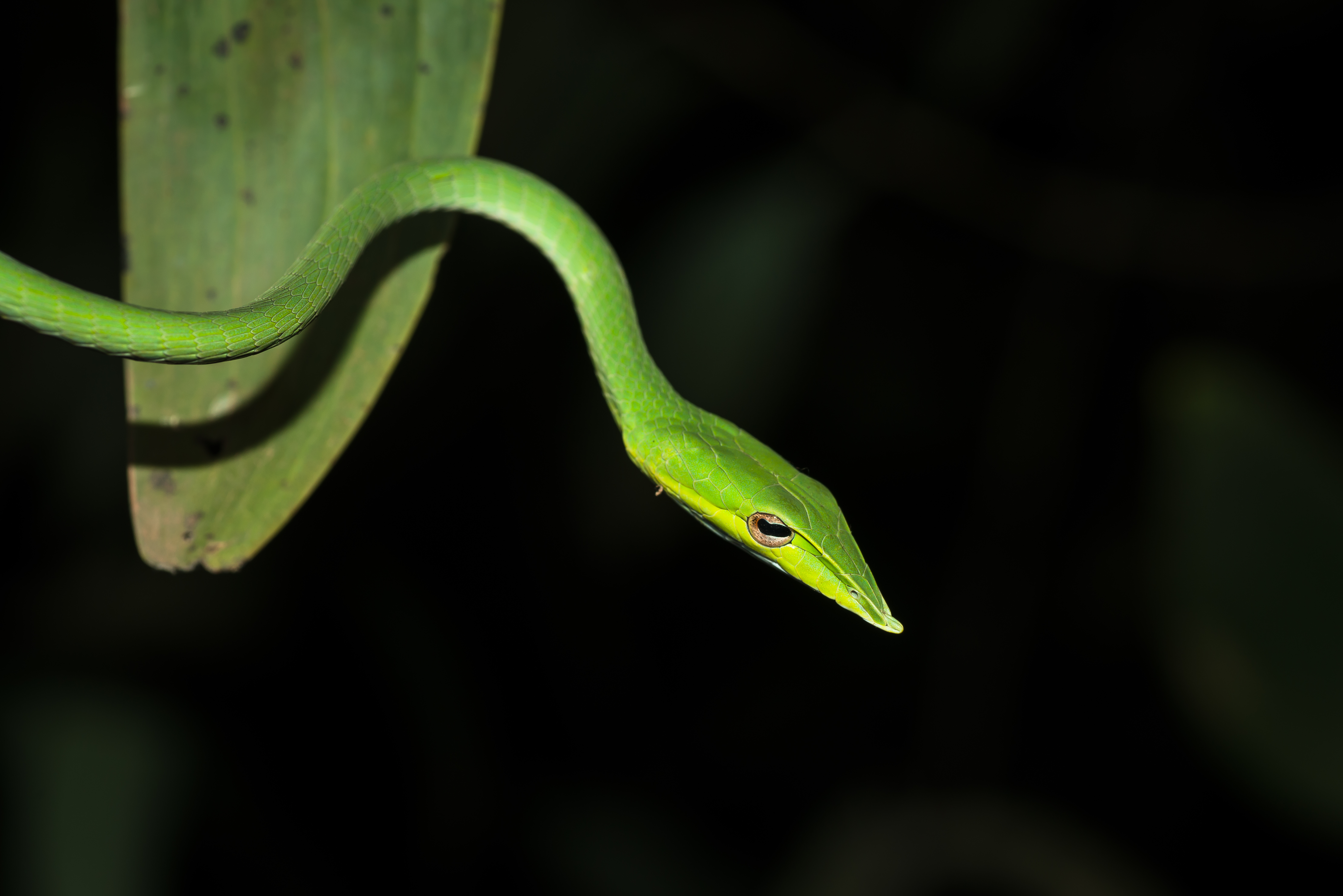
Ahaettulla nasuta, parc national de Khao Yai (Thaïlande).

Sa tête allongée et plate, plus grosse que le corps, a un museau effilé et ses yeux ont des pupilles horizontales. Il a une très bonne vision binoculaire qui lui permet d'apprécier avec une grande exactitude les distances.
Quand il est dérangé, il gonfle son cou et ouvre sa bouche.
Ses mouvements sont assez lents, son corps en mouvement vibre et imite le balancement des branches sous le vent.

## Alimentation
Le serpent liane nasique compte sur son camouflage pour capturer les proies qui passent à sa portée. Il se nourrit de petits vertébrés (grenouilles, reptiles et lézards).

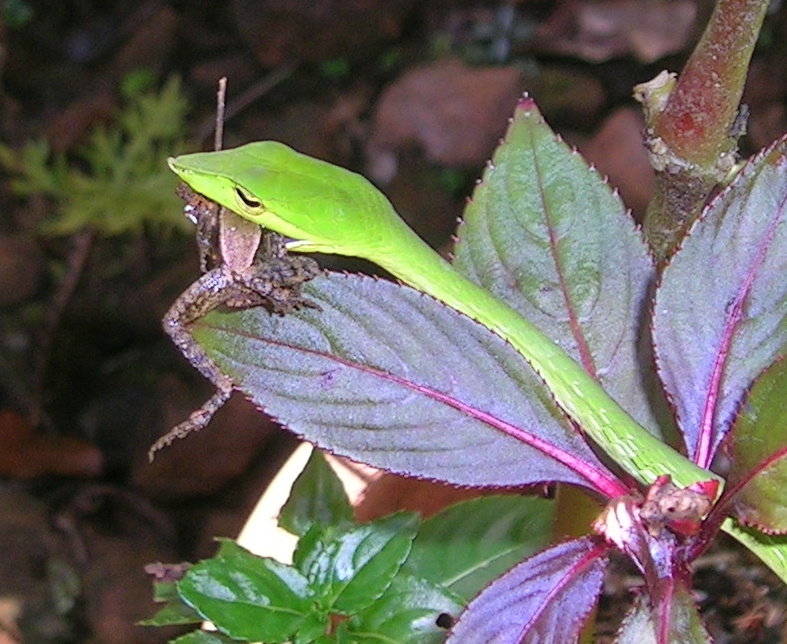
Serpent liane nasique avalant une grenouille Rana temporalis.
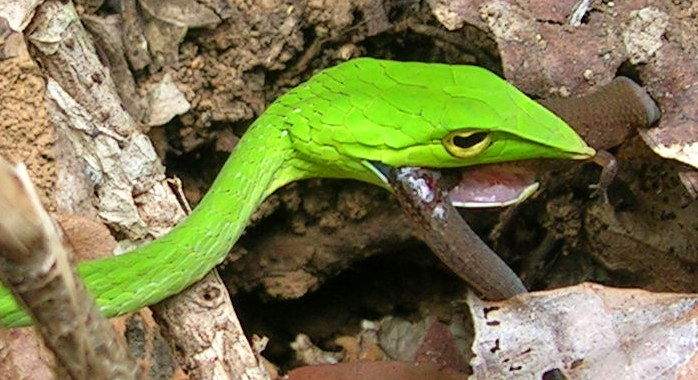
Serpent liane nasique dévorant un saurien Ristella travancorica.

## Reproduction
Le serpent liane nasique est un serpent ovovivipare. La femelle a de 3 à 23 œufs.

## Noms vernaculaires
On l'appelle en :
- Singhalais : ඇහැටුල්ලා (prononcé Aheatulla)
- Télougou : పచ్చారి పాము.
- Bengali : লাউডগা.
- Odia : ଲାଉଡଙ୍କିଆ
- Kannada : ಹಸಿರು ಹಾವು, ಹಸಿರು ಬಳ್ಳಿ ಹಾವು.
- Goudjarati : લીલવણ, માળણ.
- Marathi हरणटोळ, शेलाटी
- Tamoul : பச்சை பாம்பு
- Malayalam : പച്ചില പാമ്പ്,കൺകൊത്തി
- Thaï : งูเขียวปากแหนบ (ngu khiaow pak naenb)[4]

## Publication originale
- Bonnaterre, 1790 : Ophiologie in Tableau encyclopédique et méthodique des trois règnes de la nature, p. 1-76 (texte intégral).